# إدموند هانسن
إدموند هانسن (بالإنجليزية: Edmund H. Hansen)‏ (و. 1894 – 1962 م) هو مهندس الصوت، ومهندس أمريكي، ولد في سبرينج فيلد، إلينوي، توفي في أورانج، أورانج، كاليفورنيا، عن عمر يناهز 68 عاماً.

## جوائز وترشيحات
حصل على جوائز منها:
جوائز
- جائزة الأوسكار لأفضل خلط أصوات، عن عمل: ويلسون (1944)

ترشيحات
- جائزة الأوسكار لأفضل خلط أصوات (1935)
- جائزة الأوسكار لأفضل خلط أصوات (1936)
- جائزة الأوسكار لأفضل خلط أصوات (1937)
- جائزة الأوسكار لأفضل خلط أصوات (1938)
- جائزة الأوسكار لأفضل خلط أصوات (1939)
- جائزة الأوسكار لأفضل خلط أصوات (1940)
- جائزة الأوسكار لأفضل خلط أصوات (1941)
- جائزة الأوسكار لأفضل خلط أصوات (1943)
- جائزة الأوسكار لأفضل خلط أصوات (1944)
- جائزة الأوسكار لأفضل خلط أصوات، عن عمل: أنشودة بيرناديت (1935)
- جائزة الأوسكار لأفضل خلط أصوات، عن عمل: أنشودة بيرناديت (1936)
- جائزة الأوسكار لأفضل خلط أصوات، عن عمل: أنشودة بيرناديت (1937)
- جائزة الأوسكار لأفضل خلط أصوات، عن عمل: أنشودة بيرناديت (1938)
- جائزة الأوسكار لأفضل خلط أصوات، عن عمل: أنشودة بيرناديت (1939)
- جائزة الأوسكار لأفضل خلط أصوات، عن عمل: أنشودة بيرناديت (1940)
- جائزة الأوسكار لأفضل خلط أصوات، عن عمل: أنشودة بيرناديت (1941)
- جائزة الأوسكار لأفضل خلط أصوات، عن عمل: أنشودة بيرناديت (1943)
- جائزة الأوسكار لأفضل خلط أصوات، عن عمل: أنشودة بيرناديت (1944)
- جائزة الأوسكار لأفضل خلط أصوات، عن عمل: الموكب الأبيض (1935)
- جائزة الأوسكار لأفضل خلط أصوات، عن عمل: الموكب الأبيض (1936)
- جائزة الأوسكار لأفضل خلط أصوات، عن عمل: الموكب الأبيض (1937)
- جائزة الأوسكار لأفضل خلط أصوات، عن عمل: الموكب الأبيض (1938)
- جائزة الأوسكار لأفضل خلط أصوات، عن عمل: الموكب الأبيض (1939)
- جائزة الأوسكار لأفضل خلط أصوات، عن عمل: الموكب الأبيض (1940)
- جائزة الأوسكار لأفضل خلط أصوات، عن عمل: الموكب الأبيض (1941)
- جائزة الأوسكار لأفضل خلط أصوات، عن عمل: الموكب الأبيض (1943)
- جائزة الأوسكار لأفضل خلط أصوات، عن عمل: الموكب الأبيض (1944)
- جائزة الأوسكار لأفضل خلط أصوات، عن عمل: عناقيد الغضب (1935)
- جائزة الأوسكار لأفضل خلط أصوات، عن عمل: عناقيد الغضب (1936)
- جائزة الأوسكار لأفضل خلط أصوات، عن عمل: عناقيد الغضب (1937)
- جائزة الأوسكار لأفضل خلط أصوات، عن عمل: عناقيد الغضب (1938)
- جائزة الأوسكار لأفضل خلط أصوات، عن عمل: عناقيد الغضب (1939)
- جائزة الأوسكار لأفضل خلط أصوات، عن عمل: عناقيد الغضب (1940)
- جائزة الأوسكار لأفضل خلط أصوات، عن عمل: عناقيد الغضب (1941)
- جائزة الأوسكار لأفضل خلط أصوات، عن عمل: عناقيد الغضب (1943)
- جائزة الأوسكار لأفضل خلط أصوات، عن عمل: عناقيد الغضب (1944)
- جائزة الأوسكار لأفضل خلط أصوات، عن عمل: في شيكاغو القديمة (1935)
- جائزة الأوسكار لأفضل خلط أصوات، عن عمل: في شيكاغو القديمة (1936)
- جائزة الأوسكار لأفضل خلط أصوات، عن عمل: في شيكاغو القديمة (1937)
- جائزة الأوسكار لأفضل خلط أصوات، عن عمل: في شيكاغو القديمة (1938)
- جائزة الأوسكار لأفضل خلط أصوات، عن عمل: في شيكاغو القديمة (1939)
- جائزة الأوسكار لأفضل خلط أصوات، عن عمل: في شيكاغو القديمة (1940)
- جائزة الأوسكار لأفضل خلط أصوات، عن عمل: في شيكاغو القديمة (1941)
- جائزة الأوسكار لأفضل خلط أصوات، عن عمل: في شيكاغو القديمة (1943)
- جائزة الأوسكار لأفضل خلط أصوات، عن عمل: في شيكاغو القديمة (1944)
- جائزة الأوسكار لأفضل خلط أصوات، عن عمل: كم كان واديي مخضرا (1935)
- جائزة الأوسكار لأفضل خلط أصوات، عن عمل: كم كان واديي مخضرا (1936)
- جائزة الأوسكار لأفضل خلط أصوات، عن عمل: كم كان واديي مخضرا (1937)
- جائزة الأوسكار لأفضل خلط أصوات، عن عمل: كم كان واديي مخضرا (1938)
- جائزة الأوسكار لأفضل خلط أصوات، عن عمل: كم كان واديي مخضرا (1939)
- جائزة الأوسكار لأفضل خلط أصوات، عن عمل: كم كان واديي مخضرا (1940)
- جائزة الأوسكار لأفضل خلط أصوات، عن عمل: كم كان واديي مخضرا (1941)
- جائزة الأوسكار لأفضل خلط أصوات، عن عمل: كم كان واديي مخضرا (1943)
- جائزة الأوسكار لأفضل خلط أصوات، عن عمل: كم كان واديي مخضرا (1944)
- جائزة الأوسكار لأفضل خلط أصوات، عن عمل: ويلسون (1935)
- جائزة الأوسكار لأفضل خلط أصوات، عن عمل: ويلسون (1936)
- جائزة الأوسكار لأفضل خلط أصوات، عن عمل: ويلسون (1937)
- جائزة الأوسكار لأفضل خلط أصوات، عن عمل: ويلسون (1938)
- جائزة الأوسكار لأفضل خلط أصوات، عن عمل: ويلسون (1939)
- جائزة الأوسكار لأفضل خلط أصوات، عن عمل: ويلسون (1940)
- جائزة الأوسكار لأفضل خلط أصوات، عن عمل: ويلسون (1941)
- جائزة الأوسكار لأفضل خلط أصوات، عن عمل: ويلسون (1943)

ترشح لـ:
- جائزة الأوسكار لأفضل خلط أصوات، عن عمل: ويلسون (1944)
- جائزة الأوسكار لأفضل خلط أصوات، عن عمل: أنشودة بيرناديت (1943)
- جائزة الأوسكار لأفضل خلط أصوات، عن عمل: كم كان واديي مخضرا (1941)
- جائزة الأوسكار لأفضل خلط أصوات، عن عمل: عناقيد الغضب (1940)
- جائزة الأوسكار لأفضل خلط أصوات، عن عمل: The Rains Came [الإنجليزية]‏ (1939)
- جائزة الأوسكار لأفضل خلط أصوات، عن عمل: Suez (film) [الإنجليزية]‏ (1938)
- جائزة الأوسكار لأفضل خلط أصوات، عن عمل: في شيكاغو القديمة (1937)
- جائزة الأوسكار لأفضل خلط أصوات، عن عمل: Banjo on My Knee (film) [الإنجليزية]‏ (1936)
- جائزة الأوسكار لأفضل خلط أصوات، عن عمل: Thanks a Million [الإنجليزية]‏ (1935)
- جائزة الأوسكار لأفضل خلط أصوات، عن عمل: This Above All (film) [الإنجليزية]‏
- Academy Award for Best Special Effects [الإنجليزية]‏، عن عمل: A Yank in the R.A.F. [الإنجليزية]‏
- Academy Award for Best Special Effects [الإنجليزية]‏، عن عمل: The Blue Bird (1940 film) [الإنجليزية]‏
- Academy Award for Best Special Effects [الإنجليزية]‏، عن عمل: The Rains Came [الإنجليزية]‏
- جائزة الأوسكار لأفضل خلط أصوات، عن عمل: الموكب الأبيض.

## وصلات خارجية
- إدموند هانسن على موقع IMDb (الإنجليزية)
- إدموند هانسن على موقع قاعدة بيانات الفيلم (الإنجليزية)

- إدموند هانسن في قاعدة بيانات الأفلام على الإنترنت